# Woodlawn Memorial Cemetery
Der Woodlawn Memorial Cemetery ist ein Friedhof an der Adresse 1847 14th Street in Santa Monica in Kalifornien. Er befindet sich seit 1897 im Besitz der Stadt Santa Monica und wird von ihr betrieben. Er ist bekannt als die letzte Ruhestätte etlicher bekannter Persönlichkeiten.

## B
- George Bancroft (1882–1956), US-amerikanischer Schauspieler
- Charles Bickford (1891–1967), US-amerikanischer Schauspieler
- Barbara Billingsley (1915–2010), US-amerikanische Schauspielerin
- William Bishop (1918–1959), US-amerikanischer Schauspieler
- Roberts Blossom (1924–2011), US-amerikanischer Schauspieler und Dichter
- Edward Brophy (1895–1960), US-amerikanischer Schauspieler

## C
- Leo Carrillo (1881–1961), US-amerikanischer Schauspieler

## D
- Henry Daniell (1894–1963), britischer Schauspieler
- Cathy Downs (1924–1976), US-amerikanische Schauspielerin
- Vernon Duke (1903–1969), US-amerikanischer Komponist russischer Herkunft

## F
- Lion Feuchtwanger (1884–1958), deutscher Schriftsteller
- Marta Feuchtwanger (1891–1987), deutsch-amerikanische Kustodin
- Paul Fix (1901–1983), US-amerikanischer Theater-, Fernseh- und Filmschauspieler sowie Drehbuchautor
- Glenn Ford (1916–2006), kanadisch-US-amerikanischer Film- und Fernsehschauspieler
- Leland M. Ford (1893–1965), US-amerikanischer Politiker

## G
- Ilka Grüning (1876–1964), österreichische Schauspielerin

## H
- William Haines (1900–1973), US-amerikanischer Schauspieler und Innenarchitekt
- Tom Hayden (1939–2016), US-amerikanischer Aktivist
- Paul Henreid (1908–1992), österreichisch-amerikanischer Schauspieler und Regisseur
- Phil Hill (1927–2008), US-amerikanischer Automobilrennfahrer
- Evelyn Hooker (1907–1996), US-amerikanische Psychologin
- Olaf Hytten (1888–1955), schottischer Theater- und Filmschauspieler

## K
- Harvey Korman (1927–2008), US-amerikanischer Schauspieler
- Henry Kuttner (1915–1958), US-amerikanischer Autor vom Science-Fiction, Fantasy- und Horror-Geschichten

## L
- Audra Lindley (1918–1997), US-amerikanische Film-, Theater- und Fernsehschauspielerin

## M
- Nelly Mann (1898–1944), zweite Ehefrau des Schriftstellers Heinrich Mann
- Doug McClure (1935–1995), US-amerikanischer Schauspieler
- Bess Myerson (1924–2014), US-amerikanische Schauspielerin, Model und Politikerin

## N
- Red Norvo (1908–1999), US-amerikanischer Jazz-Vibraphonist und Bandleader

## O
- Cliff Osmond (1937–2012), US-amerikanischer Schauspieler
- Lynne Overman (1887–1943), US-amerikanischer Schauspieler

## P
- Christabel Pankhurst (1880–1958), britische Frauenrechtlerin
- Janos Prohaska (1919–1974), ungarisch-amerikanischer Filmschauspieler und Stuntman

## R
- Sally Ride (1951–2012), erste US-Amerikanerin im Weltraum
- Irene Ryan (1902–1973), US-amerikanische Schauspielerin
- Mitchell Ryan (1934–2022), US-amerikanischer Schauspieler

## S
- Ed Sanders (1930–1954), US-amerikanischer Boxer
- Elzie Segar (1894–1938), US-amerikanischer Comiczeichner und Erfinder der Figur Popeye
- Hal Smith (1916–1994), US-amerikanischer Schauspieler
- May Sutton (1886–1975), US-amerikanische Tennisspielerin und Wimbledonsiegerin

## U
- Jesse M. Unruh (1922–1987), US-amerikanischer Politiker (Demokraten)